# 斯科特·比安科
斯科特·比安科（英語：Scott Bianco，1967年11月9日—），生于坎卢普斯，加拿大前男子摔跤运动员。他曾代表加拿大参加1994年英联邦运动会摔跤比赛，获得一枚金牌。